# Soná
Soná je město v provincii Veraguas v Panamě, hlavní město stejnojmenného distriktu Soná. V roce 2010 zde žilo 10 802 osob. Leží na silnici č. 5 mezi městy Santiago Apóstol de Veraguas a Quebrada de Piedra u odbočky k pobřeží Tichého oceánu.